# Mount & Blade: Warband
Mount & Blade: Warband là phiên bản tiếp theo của tựa game hành động nhập vai Mount & Blade. Thông báo lần đầu vào tháng 1 năm 2009, game do hãng TaleWorlds phát triển và Paradox Interactive xuất bản vào ngày 30 tháng 3 năm 2010, và bắt đầu cho phép người dùng được quyền tải trực tiếp từ website của TaleWorlds, thông qua phần mềm phân phối kỹ thuật số Steam, hoặc qua DVD.
Warband mở rộng thêm vào những bổ sung mới cho phiên bản đầu, bao gồm việc giói thiệu một quốc gia mới, gia tăng các lựa chọn về chính trị, cho phép người chơi được bắt đầu tại quốc gia mà họ chọn, kết hợp chế độ nhiều người chơi. Nhận xét về game nói chung thuận lợi, với việc bổ sung thêm chế độ nhiều người chơi là yếu tố được đánh giá cao nhất.

## Cách chơi
Những thay đổi chính của game bao gồm việc giới thiệu thêm một phe mới, và tổ chức lại bản đồ thế giới. Việc giới thiệu các tùy chọn về chính trị cho phép người chơi có thể tác động đến các lãnh chúa và kết hôn với những phụ nữ quý tộc, và từ giờ trở đi người chơi trung lập có thể chiếm lấy bất kỳ thị trấn, lâu đài và bắt đầu xây dựng một thế lực cho riêng mình. Game còn bao gồm những cải thiện không đáng kể về đồ họa, cùng với sự thay đổi hình ảnh động trong chiến đấu.

### Chơi mạng
Phần nối mạng nhiều người chơi mới sẽ loại bỏ tất cả các yếu tố nhập vai và bản đồ từ chế độ chơi đơn, thay vào đó tập trung vào phần chiến đấu trực tiếp. Nhiều trận đấu trong chế độ này có thể phục vụ tối đa 64 người chơi, chia thành hai nhóm dựa trên các vương quốc đã chọn sẵn. Tất cả người chơi đều được cung cấp sẵn một nhân vật mẫu (có thể thay đổu tùy theo từng máy chủ) dựa trên ba loại sau: Cung thủ, Kỵ binh và Bộ binh. Nhân vật được tùy chỉnh bằng cách mua các trang bị có sẵn tùy theo vương quốc mà họ lựa chọn, để sở hữu được những trang bị tốt nhất, người chơi sẽ phải tích luỹ nhiều denar (một loại tiền tệ trong game) sau mỗi trận đấu nhiều người chơi. Chẳng có mối liên kết nào giữa nhân vật trong chế độ một người chơi với nhiều người chơi, và không có cách nào để thăng cấp độ cho nhân vật nhiều người chơi hoặc thay đổi các đặc tính của nhân vật mẫu (ngoại trừ thông qua việc mua sắm trang bị).
Có tám chế độ nhiều người chơi bao gồm trong bản Warband phát hành lần đầu. Hầu hết đều tương tự như những chế độ trong các game bắn súng góc nhìn-thứ nhất (như chế độ giao chiến nhóm và cướp cờ), mặc dù một số khác có từ phiên bản đầu tiên như công thành chiến.

### Các bản mở rộng
Game có hai bản mở rộng chính thức trên trang web của TaleWorld's Entertainment là Napoloneic Wars và Viking Conquest. Trong đó, bản Napoloneic Wars chỉ dành cho chơi mạng và Viking Conquest có thể vừa chơi đơn vừa chơi mạng với một cốt truyện và đồ họa, bối cảnh hoàn toàn mới, giúp người chơi được khám phá thêm, hiện hai bản mở rộng đang được bán cùng với game.

### Mods
Mount & Blade: Warband có một cộng đồng mods rất lớn. Các mods được chính người chơi tạo ra một cách chỉn chu và hoàn hảo không kém gì bản gốc với nhiều nội dung khác nhau, thậm chí có những mod biến game thành những trò chơi bắn súng hay cả bóng đá.

## Đón nhận
Warband chỉ nhận được số điểm tổng hợp là 79.73% từ 15 lời phê bình, đánh giá của GameRanking, và 78/100 từ 23 lời phê bình, đánh giá của Metacritic. Giống như người tiền nhiệm của nó, Warband được khen ngợi là một trò chơi chi phí thấp và khả năng chơi lại và tuổi thọ lớn hơn nhiều so với những game của các studio đương thời. Tuy nhiên, một số người chơi cảm thấy việc mô tả Warband là phần tiếp theo thì không chính xác, và họ cho rằng tốt hơn hết nên gọi game là một bản nâng cấp độc lập hoặc đơn thuần là phiên bản cải thiện cho bản gốc Mount & Blade thì đúng hơn.
Tính năng đáng khen ngợi nhất là chế độ nhiều người chơi thì ComputerGames.ro cho rằng "đó đích thực mới là thứ mà người tiền nhiệm còn thiếu sót", trong khi Nick Kolan của IGN nói rằng tính năng này "mới chính là lý do cho sự tồn tại của phiên bản nâng cấp". ModDB trao giải thưởng "Editor's Choice: Best Multiplayer Indie Game of 2010" (tạm dịch: Sự lựa chọn của Biên tập viên: Trò chơi độc lập nhiều người chơi tốt nhất năm 2010) cho game. Giới phê bình lưu ý game thật sự chỉ có một số ít bản đồ và các chế độ trong phần nhiều người chơi, và còn tồn tại sự thiếu cân bằng một số trong đó, mặc dù ComputerGames.ro có lời nhận xét và đề nghị nhà sản xuất nên chấp nhận những ý kiến của cộng động Mod để khắc phục và điều chỉnh cho phù hợp. Kolan nhấn mạnh đến thái độ của cộng đồng thân thiện hơn so với một số game nhiều người chơi khác, mặc dù Alex Yue của Gamer Limit và Christopher Rick của Gamers Daily News phàn nàn chỉ có một số lượng nhỏ máy chủ chạy được bất cứ lúc nào, trong khi đó không phải lúc nào cũng đủ 64 người chơi tham gia cùng lúc. Yue tin rằng những người sở hữu bản Mount & Blade đầu tiên không quan tâm tới tính năng nhiều người chơi thì tốt hơn hết không nên mua Warband, vì nó chỉ là bản bổ sung đáng giá duy nhất.
Một vài nhà phê bình còn nói việc cải thiện đồ họa, có phần cải tiến hơn so với bản đầu tiên, nhưng so với những game khác thì không được tốt lắm. IGN đánh giá "có vẻ như Warband vừa được phát hành một thập kỷ trước". Brett Todd của Gamespot nhận xét "chỉ có một số hình đẹp trong hầu hết các hình ảnh bình thường khác", trong khi Rick bác bỏ sự cần thiết của chất lượng đồ họa cao, mà anh cảm thấy chất lượng của trò chơi mới là quan trọng hơn.
Todd đánh giá có phần tiêu cực hơn về việc nhà phát triển đã bỏ sót, thiếu sự phát triển cho phần chơi đơn của game, mặc dù phe phái và nhiệm vụ chính trị mới được thêm vào bản gốc, nhưng game lại thiếu đi chiều sâu và nền tảng của một số game nhập vai khác, và thế giới mở chỉ đơn giản là những cuộc phiêu lưu quanh co đến nhàm chán, nhiệm vụ, hội thoại, địa điểm thường lặp đi lặp lại cùng một cốt truyện không được phát triển hoàn chỉnh, tác động không nhỏ đến một số người chơi và những người hâm mộ thể loại nhập vai và chiến thuật.